# Sky quality meter

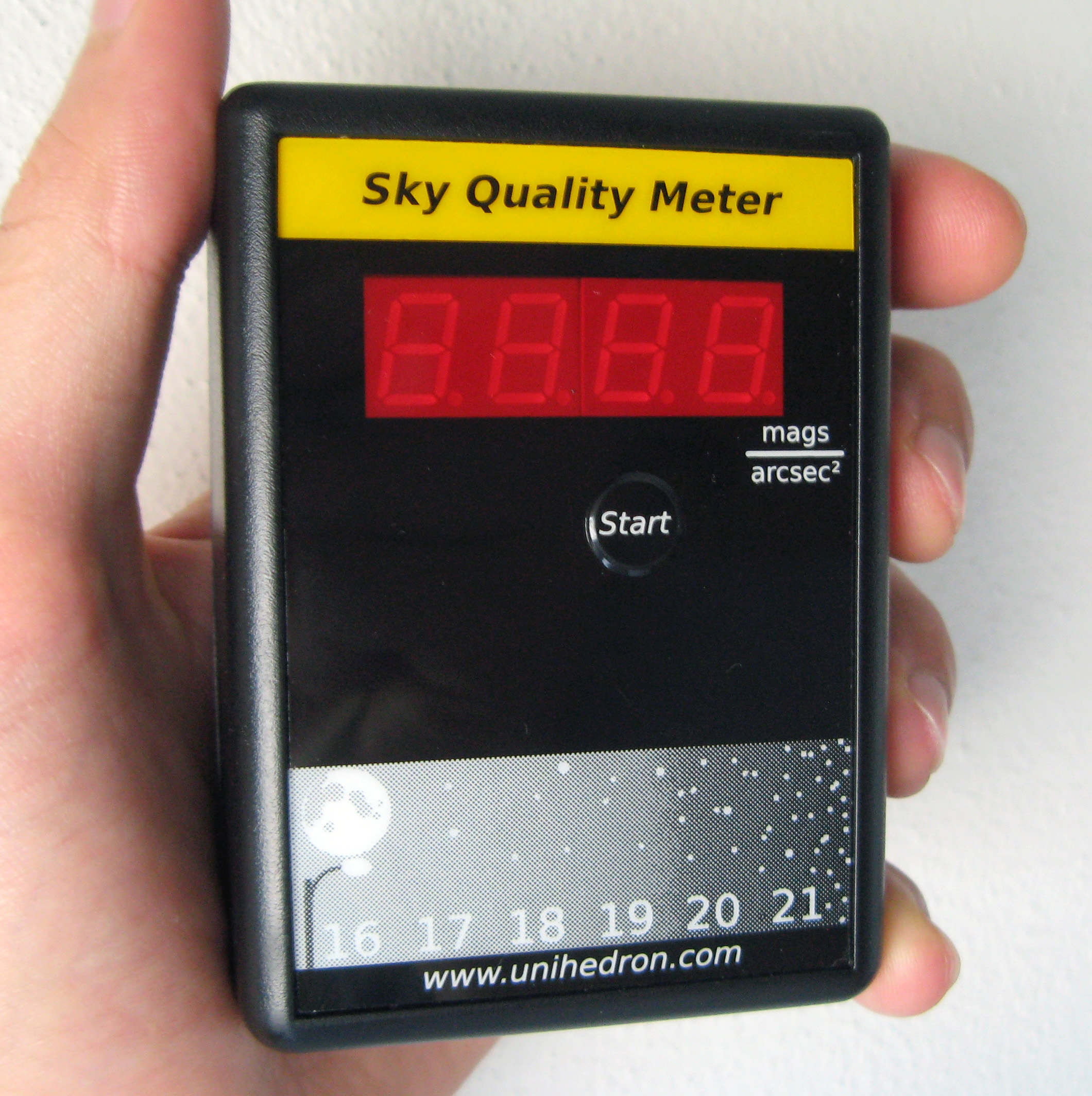
Sky Quality Meter, modello SQM-L con lente

Lo Sky Quality Meter è uno strumento per determinare la luminanza del cielo notturno correlata all'inquinamento luminoso.

## Unità di misura
L'unità di misura utilizzata è la magnitudine per arcosecondo quadrato. Maggiore è la magnitudine rilevata, minore sarà l'inquinamento luminoso presente.

## Funzionamento
Lo SQM utilizza come sensore un particolare fotodiodo. Alla pressione del tasto di accensione, viene iniziato il rilevamento, e al termine di questo viene mostrato, sullo schermo presente posteriormente, il valore rilevato. È necessario effettuare una media aritmetica di più rilevazioni per ottenere un valore corretto.